# Stazione di Fuse
La stazione di Fuse (布施駅?, Fuse-eki) è una stazione ferroviaria situata nella città di Higashiōsaka, nella prefettura di Osaka, in Giappone, appartenente alle Ferrovie Kintetsu. Presso la stazione avviene la diramazione delle linee Nara e Osaka delle Ferrovie Kintetsu.

## Linee
Ferrovie Kintetsu
● Linea Kintetsu Nara
● Linea Kintetsu Ōsaka

## Aspetto
La stazione è realizzata in doppio viadotto: al piano terra e al primo si trovano i mezzanini, al secondo piano due binari con marciapiede centrale (con binari di sorpasso lateralmente) i binari per la linea Osaka, e analogamente al terzo piano i due binari per la linea Nara.
| 2 | ■ Linea Kintetsu Ōsaka | per Yao, Kawachi-Kokubu, Yamato-Yagi, Ise-Shima e Kintetsu Nagoya             |
| 3 | ■ Linea Kintetsu Ōsaka | per Tsuruhashi e Ōsaka Uehommachi                                             |
| 6 | ■ Linea Kintetsu Nara  | per Higashi-Hanazono, Ikoma, Yamato-Saidaiji, Kintetsu Nara e Tenri           |
| 7 | ■ Linea Kintetsu Nara  | per Tsuruhashi, Ōsaka Uehommachi, Ōsaka Namba, Amagasaki, Kōshien e Sannomiya |

## Stazioni adiacenti
| «                           | Servizio                            | »                    |
| Linea Kintetsu Osaka        | Linea Kintetsu Osaka                | Linea Kintetsu Osaka |
| --------------------------- | ----------------------------------- | -------------------- |
| Imazato                     | Locale                              | Shuntokumichi        |
| Tsuruhashi                  | Semiespresso Semiespresso sezionale | Kintetsu Yao         |
| Tsuruhashi                  | Espresso                            | Kawachi-Kokubu       |
| L'Espresso Rapido non ferma |                                     |                      |
| Linea Kintetsu Nara         |                                     |                      |
| Imazato                     | Locale                              | Kawachi-Eiwa         |
| Tsuruhashi                  | Semiespresso Semiespresso sezionale | Kawachi-Kosaka       |
| Tsuruhashi                  | Espresso                            | Ishikiri             |
| L'Espresso Rapido non ferma |                                     |                      |